# Finström
Finström ist eine Gemeinde in der autonomen finnischen Provinz (finnisch: Lääni) Åland. Sie liegt im Zentrum von Ålands Hauptinsel Fasta Åland, umgeben von den Gemeinden Hammarland im Westen, Geta im Norden, Jomala im Süden sowie Saltvik und Sund im Osten. Finström hat 2588 Einwohner (Stand 31. Dezember 2022) und eine Landfläche von 123,26 Quadratkilometern. Wie auf ganz Åland ist Schwedisch die offizielle Sprache.

## Geschichte

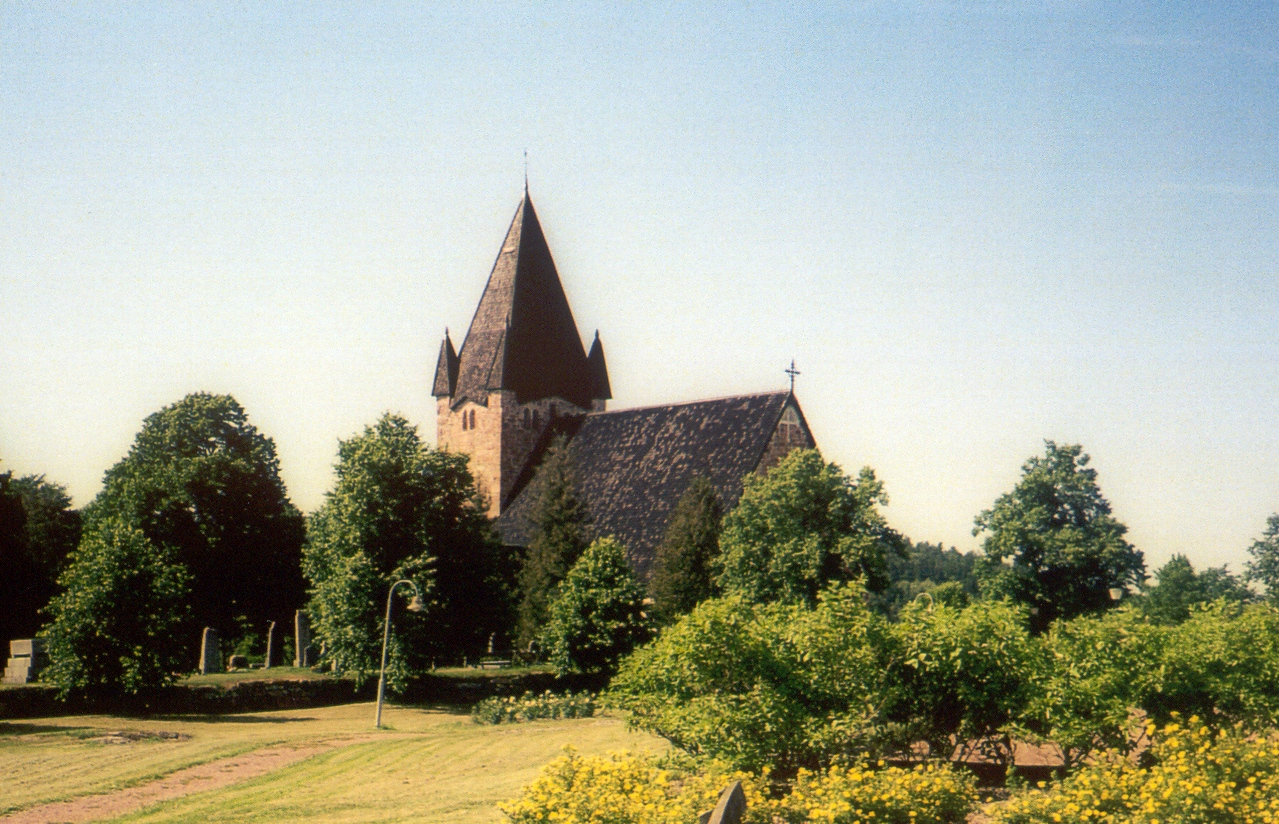
Die mittelalterliche Kirche von Finström

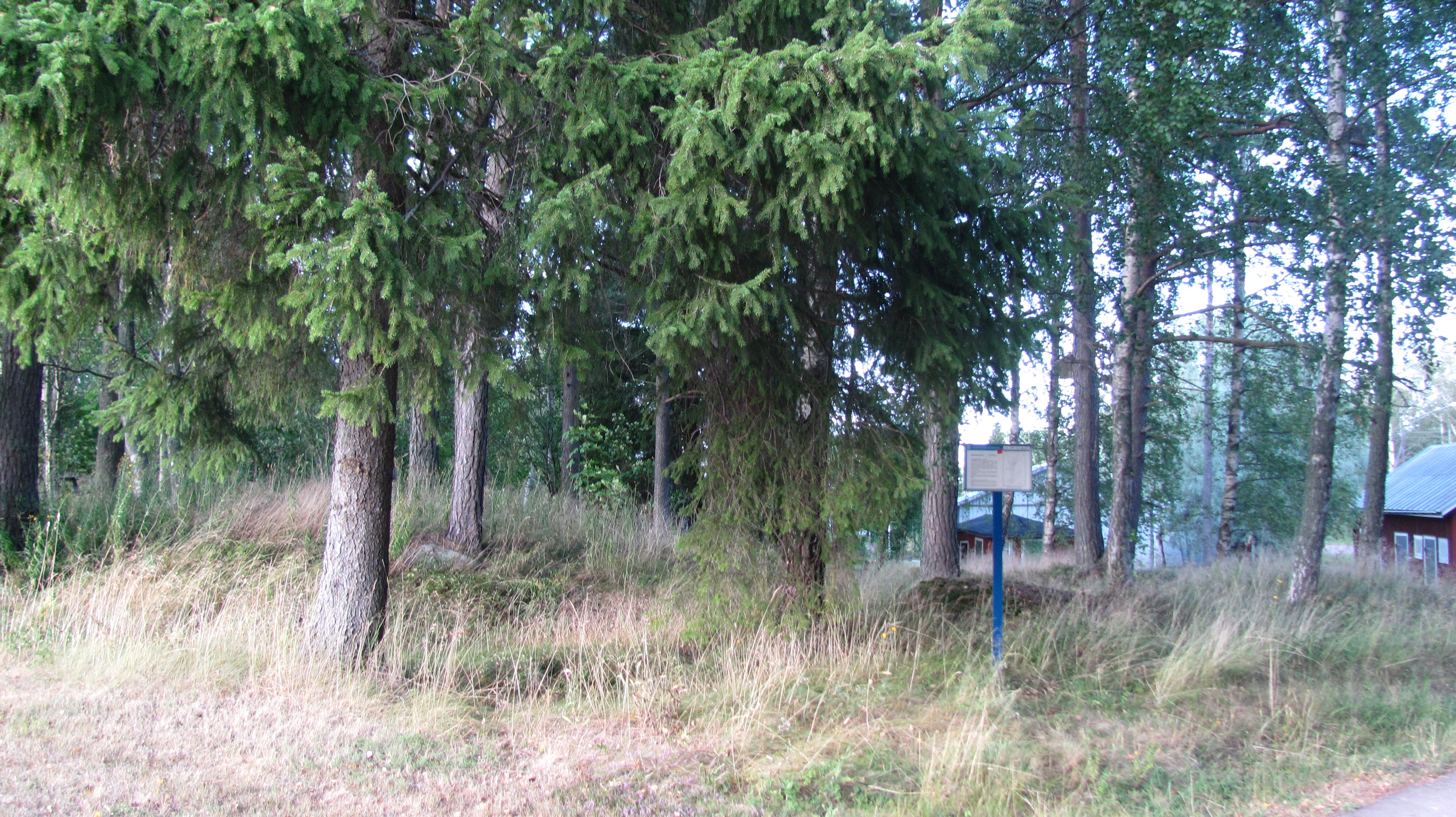
Gräberfeld Ättekullan

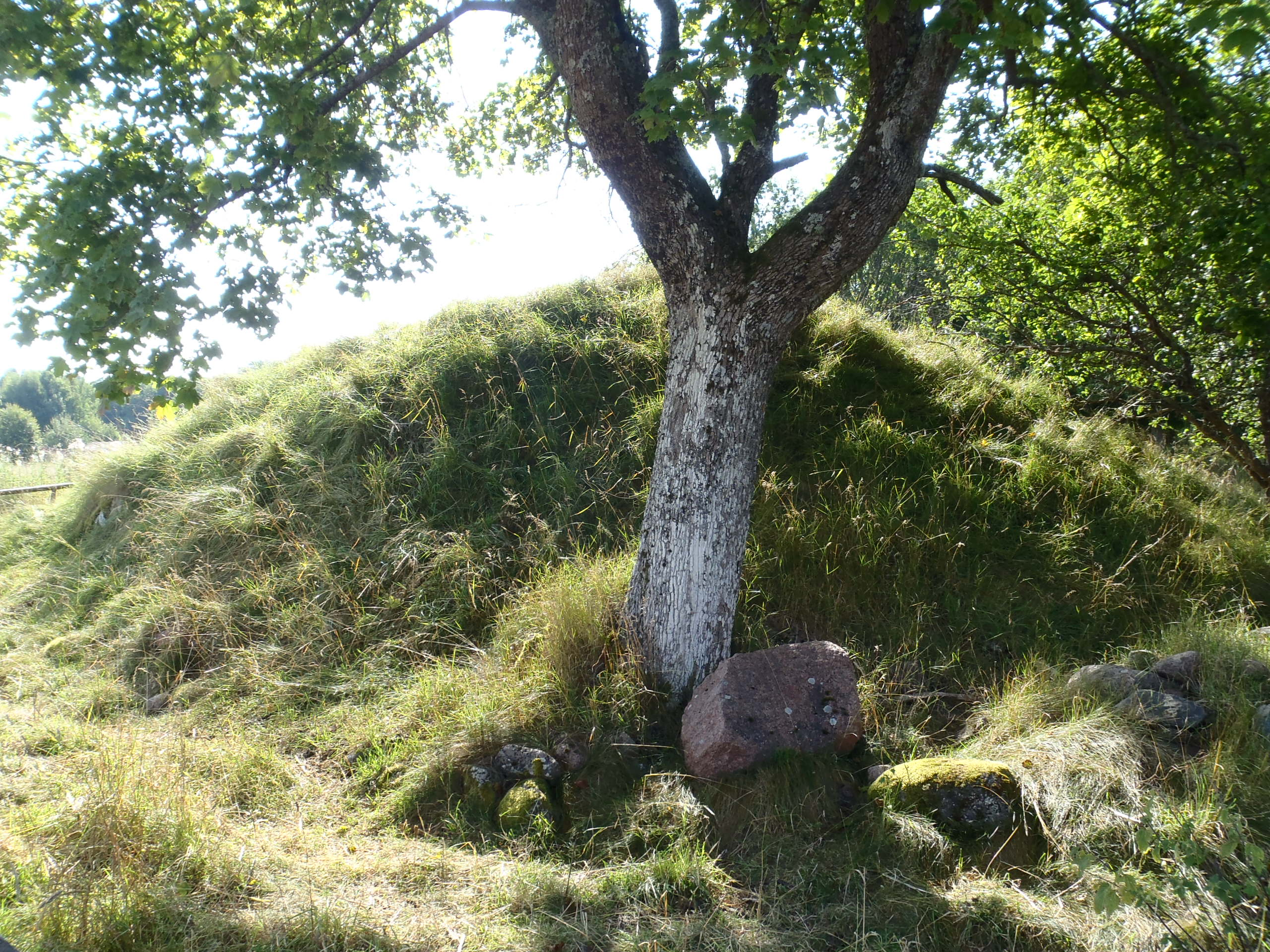
Grabhügel aus der Eisenzeit im Gräberfeld Knösåkern

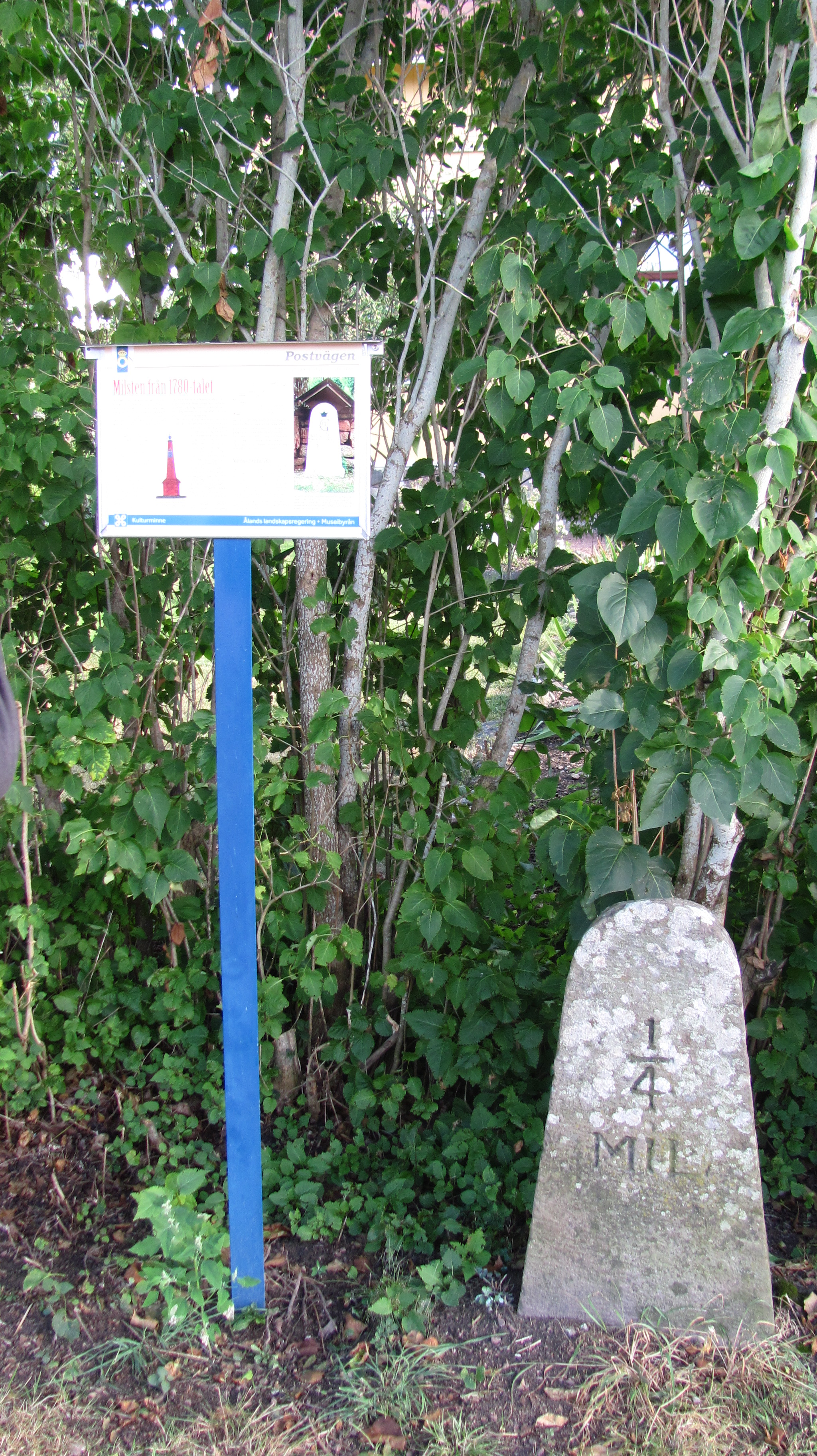
Meilenstein (um 1780) des Postvägen in Godby

Der Ortsname verweist wohl auf den durch die Gemeinde verlaufenden Fluss Kyrkstrommen; das Präfix dürfte auf altnordisch fen, „Sumpf“, zurückgehen. Erstmals wurde der Ort gegen 1320 als Finnaströma erwähnt, was auch zu der Annahme führte, der Ortsname könne etwas mit Finnland zu tun haben; vermutlich handelt es sich aber nur um einen Schreibfehler des aus Åbo angereisten Kopisten.
Finström war bereits zur Zeit der Wikinger weitgehend besiedelt. Die dem Heiligen Michael geweihte Steinkirche wurde Mitte des 15. Jahrhunderts errichtet. König Gustav Wasa und sein Gefolge von 312 Männern weilte im Frühling 1556 für einige Tage in der Gemeinde.
Der historisch bedeutsame Postvägen, eine Land- und Seeverbindung zwischen Turku und Stockholm zum Transport von Personen und Waren, die von 1638 bis 1911 bestand, verlief durch den zu Finström gehörenden Ort Godby. Hieran erinnert ein gut erhaltener Meilenstein im Osten von Godby. Für die Entwicklung des Ortes war die Lage sehr förderlich: Bereits 1835 bestand in Godby eine Apotheke, und 1846 wurde hier das erste Provinzkrankenhaus ganz Finnlands gegründet.
Während des Schwedisch-Russischen Krieges im Jahr 1808 hielt sich König Gustav IV. Adolf für sechs Wochen hier auf.

## Wirtschaft
Die Gemeinde ist stark landwirtschaftlich geprägt. In Finström gibt es ausgedehnte Apfelanbaugebiete sowie das einzige Weingut Ålands. Es gibt jedoch auch zahlreiche mittelständische Handwerks- und Industriebetriebe, und die in Finström gelegene Ortschaft Godby ist mit rund 900 Bewohnern die größte geschlossene Ansiedlung Ålands außerhalb der Hauptstadt Mariehamn. Schließlich spielt auch der Fremdenverkehr eine große Rolle, begünstigt durch rund 160 Kilometer Ufer an den weit ins Innenland gezogenen Meeresbuchten.

## Politik
Bei der gleichzeitig zur Parlamentswahl auf Åland 2015 stattfindenden Kommunalwahl wurde ein neuer Gemeinderat für Finström gewählt. Dabei wurde das Åländische Zentrum vor den Liberalen auf Åland stärkste Partei.
| Kommunalwahl in Finström 2015 %403020100 39,8 %33,3 %11,7 %5,6 %4,0 %4,0 %1,7 % CLIBSOCMObSÅDÅFGewinne und Verlusteim Vergleich zu 2011 %p 6 4 2 0 −2 −4 −6 −8−6,8 %p+5,5 %p+0,6 %p−5,0 %p+0,1 %p+4,0 %p+1,7 %pCLIBSOCMObSÅDÅF | Sitzverteilung im Gemeinderat Jomala seit 2015Insgesamt 17 Sitze - S: 2 - C: 7 - Lib: 6 - M: 1 - ObS: 1 |

- S: 2
- C: 10
- Lib: 5

## Sehenswertes
In Godby sind zehn Gräberfelder aus der Eisenzeit erhalten, von denen das Gravfält Ättekullan mitten im Ort unweit der Sporthalle das größte ist. Es besteht aus 57 Hügelgräbern, von denen sieben von Findlingen umgeben sind. Drei der Gräber wurden 1933 bzw. 1974 untersucht, wobei im Innern Reste von Keramik und Nieten aus Eisen gefunden wurden. Durch den südlichen Teil des Gräberfeldes verlief der Postvägen, dessen Verlauf hier noch gut zu erkennen ist.
Auf dem Gräberfeld Gravfält på Knösåkern, das aus 37 Hügelgräbern aus der Eisenzeit und der Zeit der Wikinger besteht, befinden sich zwei der höchsten Grabhügel der gesamten Ålandinseln. Das Gräberfeld gehörte offenbar zu einem bestimmten Hof, dessen Lage bis jetzt unbekannt ist. Das Gräberfeld galt wie die anderen auch jahrhundertelang als sagenumwobener Ort, wo nicht wenige Gräber von Schatzsuchern geöffnet wurden. Dies ist noch heute bei einigen Grabhügeln an der abgeflachten Spitze, die einem Krater ähnelt, erkennbar. Die erste wissenschaftliche Untersuchung der Grabstätten dieses Gräberfeldes erfolgte 1857 durch den åländischen Lehrer Karl August Bomansson, der sieben Gräber öffnete und dabei keinerlei Wertgegenstände entdeckte, sondern nur eiserne Nieten und Keramikreste. 1901 fand eine archäologische Untersuchung durch Alfred Hackman statt. Insgesamt untersuchte er auf diesem Gräberfeld und auf anderen 60 Gräber, doch fand auch er neben verbrannten Knochen lediglich die Reste von Keramik sowie Nieten aus Eisen.
An den historisch bedeutsamen Postvägen, der 1638 eingerichtet wurde und durch Godby verlief, erinnert im Osten des Dorfes einer der wenigen noch erhaltenen Meilensteine. Er wurde um das Jahr 1780 angefertigt und steht noch heute an seinem ursprünglichen Standplatz vor dem traditionsreichen Hof Östergård. Auf den meisten der Meilensteine, die in Abständen von 1/4 oder 1/2 Meile aufgestellt wurden, war die Entfernung nach Turku in schwedischen Meilen angegeben, wobei eine Meile 10 689 m entsprach.  Nachdem die Åland-Inseln 1809 Russland übereignet worden waren, wurden die Meilensteine anfangs nicht verändert. Erst 1827 wurden sie entfernt und durch hölzerne Pfosten, auf denen die Entfernung nach Turku in der russischen Längeneinheit Werst angegeben war, ersetzt. Nur wenige der schwedischen Meilensteine sind bis heute erhalten.
Die Kirche von Finström, die Michaeliskirche im Ortsteil Pålsböle, gilt als eine der am besten erhaltenen mittelalterlichen Kirchen ganz Finnlands. Das Langhaus des heutigen Baues wurde zu Beginn und der Turm gegen Ende des 15. Jahrhunderts errichtet. Die Kirche ist u. a. wegen ihrer Wandmalereien aus der Zeit um 1480 bekannt. Hinter der Kirche wurde 1958 ein Denkmal zur Erinnerung an den Aufstand der Åländer gegen die damaligen russische Herrschaft von 1808 errichtet.
Im Zentrum von Godby, das wegen guter Einkaufsmöglichkeiten, Hotels, Bank und Apotheke als der Mittelpunkt der Gemeinde Finström gilt, steht das weit über die Grenzen von Finström hinaus bekannte Sportzentrum mit einer Schwimmhalle.

## Persönlichkeiten
- Christian Alander (1660–1704), schwedischer Philosoph und Musikschriftsteller
- Karl Emanuel Jansson (1846–1874), finnlandschwedischer Genremaler der Düsseldorfer Schule
- Folke Woivalin (* 1928), finnischer Politiker
- Annica Sjölund (* 1985), finnische Fußballspielerin